# イ・ヒョンジン (声優)
イ・ヒョンジン（이현진、Lee Hyeon Jin、1972年11月15日 - ）は大韓民国の女性声優。

## 出演作品
※太字は主役・ヒロイン・メインキャラクター。

### 日本アニメ
- ああっ女神さまっ OVA (ベルダンディー)
- 赤ちゃんと僕 (榎木拓也)
- あずまんが大王 (谷崎ゆかり)
- ARIA シリーズ (アリシア・フローレンス)
- AIR (遠野美凪)
- 家庭教師ヒットマンREBORN! (クローム髑髏)
- ケロロ軍曹(トゥーニバース放送版)  (유나라 (ユ・ナラ)＝西澤桃華）
- 十二戦支 爆烈エトレンジャー (モンク、オーラ姫) ※トゥーニバース放送版
- 十兵衛ちゃん: シベリア柳生の逆襲（柳生フリーシャ'）
- To Heart（保科 智子）
- だぁ!だぁ!だぁ! (花小町クリスティーヌ)
- トリニティ・ブラッド (エステル・ブランシェ)
- NARUTO -ナルト- (白)
- ヒカルの碁 (トゥーニバース) (塔矢アキラ)
- BLEACH (朽木ルキア)
- 魔法少女リリカルなのは (クロノ・ハラオウン、月村忍)
- みなみけ (南春香)
- 名探偵コナン (毛利蘭) ※二代目
- 無責任艦長タイラー（キョンファ・キム中尉）
- 夢色パティシエール (天王寺麻里)
- ローゼンメイデン (薔薇水晶)

### 韓国アニメ
- 英魂機兵 Lazenca (ロビナ)

### ゲーム
- 新世紀エヴァンゲリオン 鋼鉄のガールフレンド  (赤木リツコ)
- センチメンタルグラフティ (杉原真奈美)
- Tartaros-タルタロス- (ソーマ)
- ときめきメモリアル (藤崎詩織)
- リトル・ウィッチ パルフェ 〜黒猫印の魔法屋さん〜 (レネット・キルシュ、シャンティ・シュクレール)
- ルニア戦記 (クレイグ・エル・ハティ)
- クッキーラン: キングダム (魔導士味クッキー)